# Sollipulli
Le Sollipulli est un volcan du Chili coiffé d'une caldeira comblée par un glacier.